# Mojstrana
Mojstrana är en by i Kranjska Gora kommun i övre Krain-regionen i Slovenien.  Det är ett lämpligt ställe för bergsbestigning (Juliska alperna, Karawankerna) och klättring (Triglavs nordvägg). I byn kan man också besöka alpina museet, invigt 2010. En informationsplats om Triglavs nationalpark finns på museets bottenvåning.

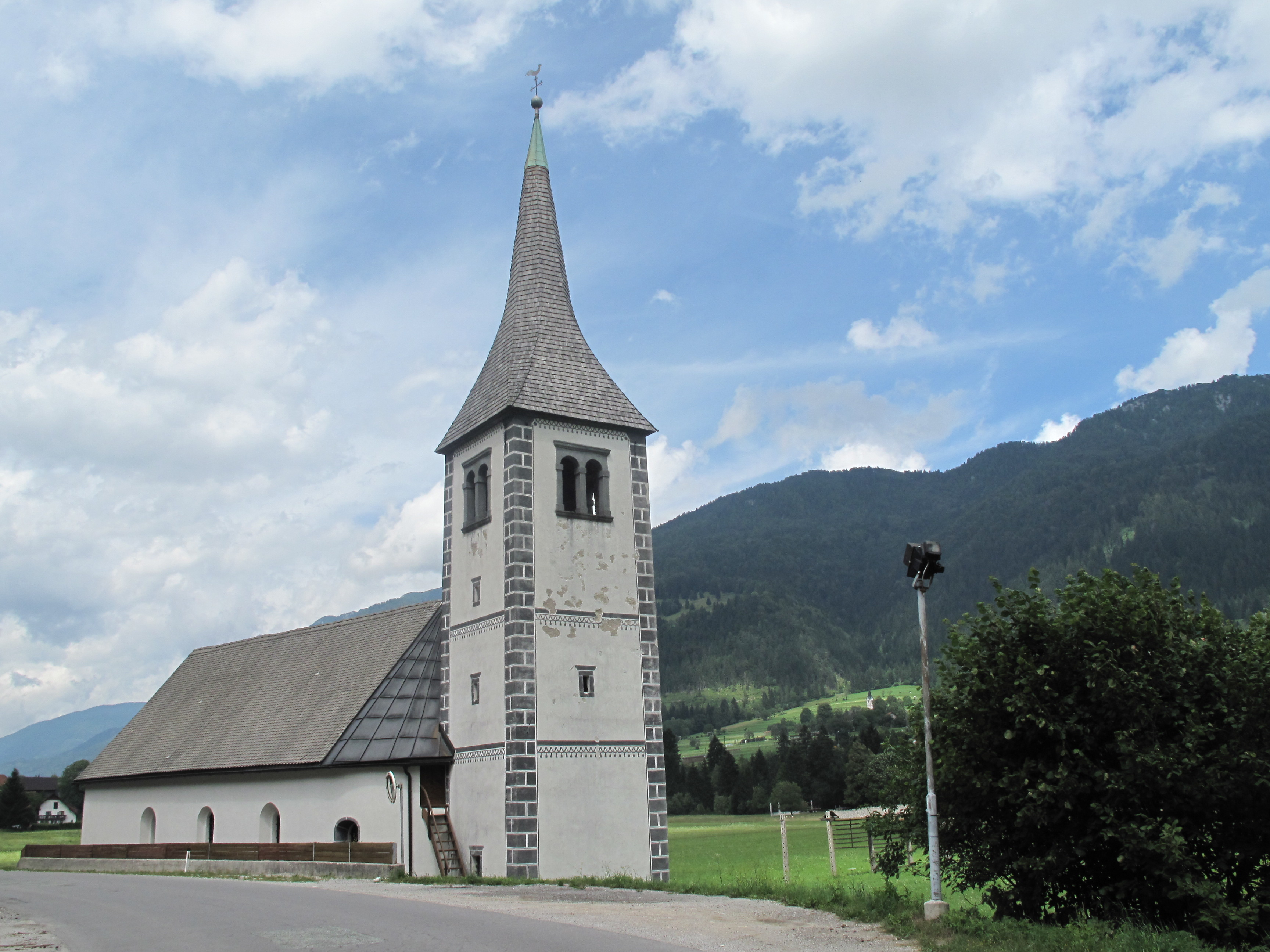
Mojstranas kyrka.